# Церковь объединения России
Церковь объединения России (кор. 통일교, 統一敎, Тхонильгё; англ. Unification Church) — централизованная религиозная организация, входящая в международное движение Церкви объединения, основанное Мун Сон Мёном в 1954 году в Сеуле. В России действует с 1989 года, официально зарегистрирована в 1992 году.

## История
Деятельность организации в СССР началась в конце 1980-х годов через контакты с иностранными представителями церкви. В 1989 году состоялась первая публичная конференция в Свято-Даниловом монастыре в Москве. Знаковым событием стала встреча Муна с Михаилом Горбачёвым в 1990 году, где обсуждались вопросы религиозной свободы. Официальная регистрация в Министерстве юстиции Российской Федерации под названием «Ассоциация Святого Духа за объединение мирового христианства» была предоставлена организации 21 мая 1992 года. В 2000-х и 2010-х годах организация сменила названия на «Ассоциация христианских Церквей Объединения» и «Централизованная религиозная организация Церковь Объединения — христианство в изложении Божественного Принципа» соответственно.

## Структура и распространение
На пике активности в середине 1990-х годов отделения церкви действовали в 55 городах СНГ, включая Владивосток, Екатеринбург, Новосибирск и Санкт-Петербург. К 2012 году в России осталось 6 зарегистрированных местных организаций.
Численность российских последователей в 1994 году оценивалась в 3.5—6 тыс. человек. Крупнейшие общины существовали в Омске, Ростове-на-Дону и Хабаровске.

## Вероучение и практика
Доктрина сочетает элементы христианства, буддизма и конфуцианства с акцентом на мессианской роли Муна. Основной текст — «Божественный принцип», рассматриваемый как продолжение Библии. Основной добродетелью в церкви признается целомудрие до брака и верность в браке. Верующие церкви отказываются от курения, злоупотребления наркотическими веществами и алкоголем.

## Деятельность
Церковь известна массовыми Церемониями Благословения, межрелигиозными диалогами и социальными проектами. В 1990-х годах проводила образовательные программы и конференции.